# Wadi al-Hajat
Wadi al-Hajat (arab. وادي الحياة, Wādī al-Hhayāt) – gmina w Libii ze stolicą w Aubari.
Liczba mieszkańców – 52 tys.
Kod gminy – LY-WD (ISO 3166-2).
Wadi al-Hajat graniczy z gminami:
- Wadi asz-Szati – północ
- Sabha – wschód
- Marzuk – południe
- Ghat – zachód